# Avvisning
Avvisning, juridisk term, som har något olika innebörd inom processrätten, förvaltningsrätten och lufträtten.

## Processrättslig betydelse
Inom processrätten innebär avvisning att en domstol eller förvaltningsmyndighet vägrar att ta upp ett ärende för att det föreligger ett rättegångshinder (eller motsvarande för förvaltningsmyndigheten). Ett exempel är när ett överklagande lämnas in av någon som inte har rätt att överklaga. Själva sakfrågan tas alltså aldrig upp till behandling. Avvisning sker genom slutligt beslut. 
Som exempel på sådana hinder mot ärendets handläggning som kan innebära att det skall avvisas kan vara att den som väcker ärendet inte är saklegitimerad eller att inkommen skrivelse inte är undertecknad.

## Förvaltningsrättslig betydelse
Inom förvaltningsrätten innebär avvisning att en statlig myndighet förmår en person utan uppehållstillstånd att lämna statens territorium. Jämför utvisning, utlämning och landsförvisning.
Avvisning kan även en uppmaning med ord att en person ska lämna en lokal eller ett område kallas. Om personen vägrar lämna lokalen har ordningsvakt, skyddsvakt eller polisman befogenhet att avlägsna personen.

## Lufträttslig betydelse
Ett fientligt flyg kan avisas om det flyger in över svenskt territorium. Avvisning sker först och främst genom att tippa på flygplanskroppen för att markera för det fientliga flyget. Så här kunde det gå till för Saab 35 Draken: Avvisning av flygplan som har kommit in på svenskt område sker med internationella tecken. Ledarplanet går ut till vänster, tippar med vingarna och anvisar en ny kurs tillbaka ut över havet, medan tvåan avvaktar bakom beredd att ingripa. Också eskort till landning kan förekomma. Nu sker ingripandet till höger, landningsstället tas ut i god tid för att visa att flygbasen finns i närheten. En sväng rätt in över fältet som en slutlig anvisning. Några andra kommunikationsmöjligheter än vingtippningar finns normalt inte. Ett ingripande mot främmande militära flygplan innebär en viss kalkylerad risk. Det är motiveringen till att det finns skarp ammunition i automatkanonerna.